# Micheline Rambaud
Pour les articles homonymes, voir Rambaud.
Micheline Rambaud, née le 20 janvier 1929 à Grenoble, est une photographe, cinéaste et alpiniste française. Elle a participé à l’expédition féminine de 1959 au Népal qui avait pour but l'ascension du Cho Oyu, et en a réalisé le film, Voyage sans retour.

## Biographie
Micheline Rambaud nait le 20 janvier 1929 à Grenoble. Titulaire d’une licence d’histoire de l’art, plus particulièrement orientée vers le Moyen Âge, elle exerce la photographie avec son père dans l’entreprise familiale de photographie  à Grenoble,. Les sujets traités sont notamment des portraits de personnalités locales, des reportages industriels (photo et cinéma), des microfichages, des photos de groupes, de paysages et de villes parfois destinés à la réalisation de cartes postales. Sa formation la conduit aussi à pratiquer comme loisir la photographie dans les domaines de l’archéologie et des monuments historiques, en France et à l’étranger.[réf. souhaitée]. Elle s’initie également à la technique du cinéma.
Micheline Rambaud consacre une partie de ses loisirs à la pratique de l’alpinisme dans les Alpes environnantes, ce qui l’amène à être connue du « monde de la montagne ».
C’est ainsi qu’à la fin des années 1950, alors que l’alpiniste Claude Kogan prépare la première expédition féminine internationale dans l’Himalaya et recherche une alpiniste cinéaste, Félix Germain lui recommande Micheline Rambaud et les met en relation,,. Micheline Rambaud, qui ne se considère pas comme une alpiniste de haut niveau, est surprise par cette proposition et, face à l’envergure du projet, hésite à y répondre favorablement ; elle doit aussi participer au financement de son voyage ; elle finit cependant par accepter la proposition, encouragée par Félix Germain qui la rassure sur ses capacités physiques, et séduite par la grande aventure humaine que constitue cette expédition. Claude Kogan qualifiera Micheline Rambaud d’« une de ces perles dont Germain nous a réservé la primeur ». Elle tourne le film de l’expédition, Voyage sans retour.
Après l'expédition au Cho Oyu, elle tournera deux autres films en 1961 : un film pour la Société dauphinoise de secours en montagne, Hauts vols, et un autre sur le secours d’un petit avion qui avait du se poser dans la neige et son redécollage du col du Lautaret. Elle sera la secrétaire de Félix Germain pendant plusieurs années.
En 2013, elle devient la dernière survivante de l’expédition.

## Expédition féminine au Cho Oyu (1959)
Durant la préparation de l'expédition, c'est elle qui recueille l'avis de Lucien Devies, alors président du CAF et de la FFM et notamment du comité de l'Himalaya au sein de la FFM, sur la facilité de l'ascension du Cho Oyu : « J'ai toujours dit que le Cho Oyu était à vaches, le jour où un groupe de femmes y sera monté, cela prouvera que j'avais raison »,.
Avant son départ, elle accorde une interview au journal Le Dauphiné libéré, qui paraît le 12 juin 1959, dans laquelle elle déclare : « Nous voulons simplement prouver que la femme sait demeurer femme dans toutes les situations, et qu'il n'y a pas besoin d'être "un grand cheval" pour faire de l'alpinisme »,,.
L’expédition commence par un périple de vingt-quatre jours pour atteindre le camp de base installé à 5 640 mètres d’altitude, périple constitué de longues journées de marche que Micheline Rambaud ressent comme éprouvantes.
Une fois au camp de base, Micheline Rambaud doit prendre soin de son matériel de cinéma : elle met la nuit ses caméras dans son sac de couchage, veille à ce qu’elles ne se grippent pas par temps froid et les place au soleil lorsque le temps le permet pour évacuer l’humidité.
Comme cinéaste, elle cherche à réaliser un film féminin attaché à la vie des femmes pendant toute la durée de l’expédition, elle le veut le reflet fidèle dans le temps et dans l’espace, à la fois de la fatigue et de la joie des alpinistes et de leur désir d’arriver au pied de leur destination. Au delà de la seule expédition, Micheline Rambaud s’intéresse également à la vie quotidienne des Népalaises, à la nature et aux régions traversées,. Son film, Voyage sans retour, reçoit le grand prix de l’Union internationale des associations d'alpinisme au Festival international du film de montagne de Trente (it) en 1960,.
Tout au long de l’expédition, Micheline Rambaud tient un carnet de route. Ce carnet de route, relu et mis en forme, illustré de ses photographies (102) et de celles de Colette Le Bret, médecin de l’expédition, est publié en décembre 2020,,. En octobre 2021, il est édité par les Éditions du Mont-Blanc sous le titre Voyage sans retour,,.

## Présentations du film et conférences sur l’expédition au Cho Oyu
Au retour de l’expédition, il y a eu peu de publicité sur l’expédition si l’on excepte le prix obtenu au Festival international du film de montagne de Trente en 1960.
Puis Micheline Rambaud a fait une vingtaine de conférences dans les Alpes françaises sous l’égide de l’UNESCO, ainsi qu’une douzaine en Italie ; elle était parfois accompagnée d’anciennes coéquipières.
En 2020 Micheline Rambaud travaille de nouveau depuis plusieurs années à faire connaître cette aventure, en donnant des interviews et en participant à des conférences, rencontres, festivals :
- en 2009 (50e anniversaire de l’expédition féminine himalayenne) elle est invitée par la section Île-de-France du CAF à une conférence organisée par son comité scientifique en partenariat avec la Société des explorateurs français, à la Société de géographie de Paris, pour commenter en direct son film Voyage sans retour[20] ;
- en 2013, elle présente son film Voyage sans retour à l’auditotium du palais des congrès Odysséa de Saint-Jean-de-Monts et à Challans, ville d’origine de sa coéquipière Colette Le Bret[3] ;
- en novembre 2019, elle participe aux 11es rencontres de la Cinémathèque de montagne à Gap, sous la rubrique « Pépite de la cim »[21],[22] ;
- Micheline Rambaud était invitée au festival Le Grand bivouac d’Albertville pour son « Printemps de la montagne » en avril 2020, qui fut annulé pour cause d’épidémie[23],[24], puis repris en octobre 2021[25],[7].

## Œuvre

### Films
Micheline Rambaud a décidé de confier à la Cinémathèque d'images de montagne (Gap) la numérisation et la diffusion de ses films.
Il s’agit d’un site de consultation, où l’accès à de nombreux films ou extraits est libre (sauf interdiction de l'auteur).
- Voyage sans retour, 1959, durée 1 h 24, film sonore et en couleurs qui retrace le déroulement de l’expédition au Cho Oyu. Micheline Rambaud en assure le commentaire, à partir des notes de son carnet de route[26].
  - Aspects techniques du film : tourné en 16 mm avec 2 caméras (Beaulieu R16 « graphitée », équipée de 3 objectifs, vitesse 24 images/s, film à une seule perforation, bande-son collée sur l'autre bord ; et Kodak Magazine, 16 images/s, film à 2 perforations, d’où difficultés de collage de la bande-son (pleurage) et de montage). Seules les 13 dernières minutes du film ont été tournées, par Claude Kogan, à 16 images/s. D’autre part, il fallait tenir compte de l’incidence du froid sur le matériel : « J’ai toujours dormi avec la caméra dans mon duvet », déclare Micheline Rambaud. Enfin, la conversion numérique du film, pour des questions de vitesse de défilement, a rendu la voix du commentaire plus aigüe.
- Hauts vols, 1961, film sur la recherche de pistes d’atterrissage d’altitude pour le Secours en montagne, à la demande de Félix Germain, président de la SDSM, tourné depuis l’avion du pilote Henri Giraud[8].
- Le pilote Giraud au Lautaret, 1961, film sur le dépannage par Henri Giraud, au moyen de sabots de bois ajoutés au train avant, d’un avion monoplace qui s’est posé en catastrophe au col du Lautaret[10].
- Par ailleurs, dans l’émission mensuelle Cinq colonnes à la une du 15 janvier 1960 de la chaîne unique de la Télévision française, sous le titre « Exclusif : les dernières images de Claude Kogan », Pierre Desgraupes s’entretient avec Jeanne Franco, puis de 3 min 26 s à la fin de la séquence (9 min 23 s), sont montrés des extraits du film Voyage sans retour, avec mention orale de son autrice Micheline Rambaud[27].

### Ouvrages
- Micheline Rambaud, Caroline Le Bret et Alain Jouanneau (dir.), Cahiers de l'histoire du pays maraîchin (hors série) (préf. Alain Jouanneau, photogr. Micheline Rambaud, Colette Le Bret), Carnet de route de Micheline Rambaud : cinéaste de la première expédition féminine internationale CHO OYU 1959 organisée par Claude Kogan, Challans, Mémoire des Vendéens-Arexcpo, décembre 2020, 132 p. (ISBN 2-919264-48-3 (édité erroné))[17].
- Micheline Rambaud (préf. Jean-Michel Asselin, photogr. Micheline Rambaud), Voyage sans retour : Première expédition féminine en Himalaya Cho Oyu (8 201 m), Les Houches, Éditions du Mont-Blanc, octobre 2021, 345 p. (ISBN 9782365451215, présentation en ligne)[5].

## Distinctions et hommages
- Son film Voyage sans retour reçoit en 1960 le premier prix de l’Union internationale des associations d'alpinisme au Festival international du film de montagne de Trente (it).
- Le film Hauts vols a été présenté plusieurs fois à des assemblées générales de pilotes de lignes[9].
- Le Grand prix 2022 du salon international du livre de montagne de Passy[28], ainsi que celui du festival du livre de L'Argentière-La-Bessée, sont attribués à son ouvrage Voyage sans retour : Première expédition féminine en Himalaya Cho Oyu (8 201 m)[18].